# Departamento de Uruguay
Departamento de Uruguay är en kommun i Argentina. Den är belägen i provinsen Entre Ríos, i den centrala delen av landet, 230 km norr om huvudstaden Buenos Aires.
Trakten runt Departamento de Uruguay består i huvudsak av gräsmarker. Runt Departamento de Uruguay är det glesbefolkat, med 15 invånare per kvadratkilometer.